# 佐藤泰将
佐藤泰将（さとう やすまさ、1968年 -）は、日本の作曲家、編曲家、音楽監督。東京都出身。

## 人物
10代の頃はブリティッシュ・ロックに傾倒するも、作曲家を志し音楽大学の作曲科を卒業。
様々なジャンルのバンドやユニットを経るが、2000年頃からは作編曲を専業としている。
現在は幅広いジャンルで活動する作編曲家として知られており、各方面のアーティストへの楽曲提供、舞台、ミュージカル、コンサートアレンジなども担当。音楽監督を兼ねることも多い。
2001年には坂本龍一監修のクラシックユニット・クリスティーナ&ローラのアルバム 『AMOROSSO』において、ほぼ全ての曲の編曲を担当している。
また、ロングラン公演を続ける堂本光一主演のミュージカル『Endless SHOCK』へも多数のオリジナル楽曲を提供。この作品の高い舞台成果に対して、スタッフ・出演者一同が第33回菊田一夫演劇大賞を受賞した。
日本作編曲家協会会員。

## 作品

### 作品提供アーティスト
- A.B.C-Z
  - Tomorrow（作曲・編曲）
  - 今日もグッジョブ!!!（編曲）
  - Legend Story（編曲）
  - Never My Love（編曲）[4]
  - Walking on Clouds（編曲）
  - 特別な君へ（編曲）
  - 二人で歩こう（編曲）
- DREAMS COME TRUE
  - 『A theme of the WONDERLAND~あなたに会いたくて』 from SYMPHONIC GOLDBLEND（編曲）
- Hey! Say! JUMP
  - DREAMER（編曲）[注 2]
  - Memories（編曲）
  - スーツディズ（編曲）[5]
  - シングルメドレー Second act（編曲）
- KAT-TUN
  - BEFORE OVERTURE Ⅱ YOU（作曲・編曲）
- KinKi Kids
  - AOZORA（編曲）
  - 夏模様（ストリングスアレンジ）
  - Harmony of December（ストリングスアレンジ）
  - Nothing but you（編曲）
  - スワンソング（ストリングスアレンジ）
  - サマルェカダス 〜another oasis〜（編曲）
  - アプリシエ（ストリングスアレンジ）
  - 恋は匂へと散りぬるを（ストリングスアレンジ）
  - せつない恋に気づいて[注 3]（ストリングス＆ブラスアレンジ）
  - Two of Us（ストリングスアレンジ）
  - 新しい時代（ストリングスアレンジ）
- 堂本光一
  - 下弦の月（ストリングスアレンジ）
  - ONE DAY（作曲・編曲）
  - Peaceful World -2009-（編曲）
  - 消えない悲しみ 消せない記憶（編曲）
  - 追憶の雨（編曲）
- ふぉ〜ゆ〜
  - 大丈夫さ（作詞・作曲・編曲）
  - GACHIx4（作曲・編曲）
  - ニハロハ・パルパ（作詞・作曲・編曲）[注 4]
  - 聖地巡礼　ＬＯＶＥ　ＬＯＶＥ　ＢＹＥ（作曲・編曲）
- King & Prince
  - サマー・ステーション（編曲）
  - I Will...（編曲）[注 5]
- なにわ男子
  - Special Kiss（ストリングスアレンジ）
  - Viva Viva Carnival!!（ブラスアレンジ）
- Sexy Zone
  - Let's Go To Earth（作曲・編曲）
  - 今日はありがとう（編曲）
  - High!! High!! People 〜movie remix〜（ストリングス&ブラスアレンジ）
- TOKIO
  - 宙船（Orchestra version）（編曲）
- 関ジャニ∞
  - ワンシャン・ロンピン♬（丸山隆平ソロ曲）（編曲）[6]
  - まもりたい（大倉忠義ソロ曲）（編曲）
- ジャニーズWEST
  - Rainbow Dream（編曲）[7]
- 滝沢秀明
  - 愛の戦士 TAKIレンジャー（編曲）[注 6]
- ももいろクローバーZ
  - 桃神祭のテーマ（作曲・編曲）
- つのだりょうこ
  - こんなにも（編曲）
- やなわらばー
  - みんな空の下（編曲）
  - 蕾（編曲）
- 石丸幹二
  - 愛せぬならば（編曲）
  - ミュージック・オブ・ザ・ナイト（編曲）
  - メモリー duet with 檀 れい（編曲）
  - 僕の願い（編曲）
  - ただ そばにいる duet with 花總 まり（編曲）
  - 君の歌をもう一度（編曲）
  - ラ・マンチャの男(われこそはドン・キホーテ) featuring 沖仁（編曲）
  - マイ・ウェイ（編曲）
- 新妻聖子
  - 夢の翼（編曲）
  - どこまでも青空（編曲）
- 藤澤ノリマサ
  - You Raise Me Up（編曲）
- 福井晶一
  - 「Blessings 〜いつもそばに〜」（編曲）[8]
- 堀江由衣
  - sky fish（編曲）
- 戸田恵子
  - 家へおいでよ（編曲）
- りんけんバンド
  - 一つ星（編曲）
- 山田涼介
  - ミステリー ヴァージン（ストリングスアレンジ）
- 女子十二楽坊
  - チャルダッシュ（編曲）
- NO PLAN
  - ○（マル）あげよう（作曲・編曲）
- クリスティーナ&ローラ
  - 多数（編曲）

など

### ミュージカル・舞台
- 堂本光一主演ミュージカル『Endless SHOCK』2005 - （作曲・編曲）
- 滝沢秀明主演ミュージカル『滝沢演舞城』『滝沢歌舞伎』（作曲・編曲）
- ふぉ〜ゆ〜主演舞台
  - 『REPAIR〜アナタの人生、修理（リペア）しませんか?〜』2015（音楽[9]・作曲・編曲）
  - 『GACHI〜全力 entertainment 4U〜』2017（音楽監督[10]・作曲・編曲）
- 亀梨和也主演ミュージカル『DREAM BOYS』（作曲・編曲）
- 『新春 JOHNNYS' World -ジャニーズ・ワールド-』2012 - （作曲・編曲）
- 『少年たち 格子なき牢獄』「サスペンス」（作曲）
- 『ジャニーズ・フューチャー・ワールド』「JFW 2016和DANCE」「JFW 2016和太鼓」（作曲）
- 『JOHNNYS' King & Prince IsLAND』「2018 K&P OVERTURE A」（作曲）
- 唯月ふうか主演ミュージカル『舞妓はレディ』2018（音楽監督）[11]

### コンサートアレンジなど
- ベストヒット80's ミーツ シンフォニー 2016
- 石丸幹二 デビュー25周年記念 オーケストラコンサート〜My Musical Life〜
- フレンズ・オブ・ディズニー・コンサート2016/2017/2018/2019/2021/2022
- 『SYMPHONIC GOLDBLEND 〜 Songs from DREAMS COME TRUE 〜』
- ミュージカル・ミーツ・シンフォニー　2014/2015/2016/2018/2019/2020
- 森山良子 with 東京フィルハーモニー交響楽団〜Ryoko Classics 2〜
- ベスト・ミュージカル〜新日本フィルとともに〜
- 德永英明『20th Anniversary Concert Tour 2006「BEAUTIFUL BALLADE」』
- BRA★BRA FINAL FANTASY Brass de Bravo with Siena Wind Orchestra

など

### ドラマ、アニメ、ゲーム 他
- 『魔法先生ネギま!』実写版（劇伴）[12]
- 『Get Ride! アムドライバー』（劇伴）[注 7]
- 『銀牙伝説WEED』（劇伴）[注 8]
- 劇場版『クレヨンしんちゃん 嵐を呼ぶ!夕陽のカスカベボーイズ』主題歌（作曲・編曲）
- アニメ「ワンピース」より キャラクターソング『Dr.tony tony チョッパー』（作曲・編曲）
- アニメ「わがまま☆フェアリー ミルモでポン!」より 主題歌『Fun! Fun! ★ふぁんたじー』（作曲）
- アニメ『ミッドナイトホラースクール』主題歌（作曲・編曲）
- オンラインゲーム『真・三國無双 BB』（劇伴）[注 9]
- NHK教育テレビ『わかる算数6年生』テーマ曲＆BGM（作曲・編曲）
- テレビ朝日系『ミニステ』テーマ曲（作曲・編曲）

### CM
- 日産自動車『エルグランド』
- 東京ディズニーリゾート『東京ディズニーシー』
- 三菱自動車『パジェロ』
- 資生堂『シャワーソープ』
- カネボウ『ヌーディー』
- ゼクシィ

など